# Balclutha composa
Balclutha composa är en insektsart som beskrevs av Blocker och Nixon 1978. Balclutha composa ingår i släktet Balclutha och familjen dvärgstritar. Inga underarter finns listade i Catalogue of Life.